# 桜形町
桜形町（さくらがたちょう）は、愛知県岡崎市の町名。丁番を持たない単独町名である。
町内には形埜郵便局、桜形駐在所、額田北部診療所等があり形埜小学区の中枢を担っている。

## 地理
岡崎市の北東部、額田地区の中心からやや北西にずれた場所に位置する。町内には乙川、毛呂川、冨尾川等の川が流れている。住宅地や水田は乙川等の河川の沿岸に連なっておりその他の地域は基本的に森林である。大きく分けて名ノ内、麻生、柳田の3区域がある。尚、町内には丁目、大字は存在しない。

### 小字
72の小字が設置されている。
| - 井口（いぐち） - 行河内（いけごうち） - 池ノ入（いけのいり） - 石畳（いしだたみ） - 市場（いちば） - 一本柿（いっぽんがき） - 入山（いりやま） - 牛ノ平（うしのたいら） - 小畑下（おばたした） - 小畑山（おばたやま） - 柿本（かきのもと） - 鍜治屋畑（かじやばた） - 鹿ノ入（かのいり） - 上貝津（かみかいつ） - 上田（かみだ） - 上日影（かみひかげ） - 川畑（かわばた） - 革屋畑（かわやばた） - 熊ノ田（くまのた） - 紺屋貝津（こんやかいつ） - 地蔵下（じぞうした） - 下日影（しもひかげ） - 甚後（じんご） - 陣出（じんで） | - 蔵座（ぞうざ） - 惣玉（そうだま） - 高塚（たかつか） - 田ノ入（たのいり） - 田ノ尻（たのしり） - 知ノ田（ちのた） - 月ノ平（つきのたいら） - 椿田（つばきだ） - 寺沢（てらさわ） - 寺山（てらやま） - 百々（どうど） - 栃本（とちもと） - トゞメキ（とどめき） - 長ケ入（ながいり） - 中嶋（なかじま） - 仲根上（なかねかみ） - 仲根下（なかねしも） - 中門（なかもん） - 仲屋畑（なかやばた） - 西貝津（にしかいつ） - 西ノ入（にしのいり） - 畠仲（はたなか） - 般興（はんこう） - 日影山（ひかげやま） | - 東田（ひがしだ） - 東屋敷（ひがしやしき） - 檜前（ひのきまえ） - 日面（ひめん） - 平岩（ひらいわ） - 福塚（ふくづか） - 仏供田（ぶつくだ） - 不動（ふどう） - 法方（ほうがた） - 細野（ほその） - 細野坂上（ほそのさかうえ） - 前坂（まえさか） - 前田（まえだ） - 松根（まつね） - 水上西（みずかみにし） - 水上東（みずかみひがし） - 水上山（みずかみやま） - 向（むかい） - ヤゲ（やげ） - 安戸（やすど） - 八ツ田（やつだ） - 柳前（やなぎまえ） - 山口（やまぐち） - 六升（ろくしょう） |

## 世帯数と人口
2019年（令和元年）5月1日現在の世帯数と人口は以下の通りである。
| 町丁   | 世帯数  | 人口  |
| ------ | ------- | ----- |
| 桜形町 | 159世帯 | 462人 |

### 人口の変遷
国勢調査による人口の推移。
| 2010年（平成22年） | 496人 | [ 6 ] |  |
| 2015年（平成27年） | 460人 | [ 7 ] |  |

## 小・中学校の学区
市立小・中学校に通う場合、学区は以下の通りとなる。
| 番・番地等 | 小学校             | 中学校             |
| ---------- | ------------------ | ------------------ |
| 全域       | 岡崎市立形埜小学校 | 岡崎市立額田中学校 |

## 歴史
中世当時この地域は名ノ内村、柳田村、麻生村に分かれていた。13世紀には三河守護足利氏被官高氏が額田の地頭として入った。1296年菅生郷及び比志賀郷の地頭を務めていた高師氏が娘の稲荷女房こと心妙に比志賀郷を譲った。
1878年に名ノ内村、柳田村、麻生村3か村が合併して桜形村となる。名前の由来は境界線の形が桜に似ていたからだと言う。
形埜村合併以後は大字桜形となったが、2006年（平成18年）1月1日、額田町が岡崎市に編入合併された際に桜形町となった。

### 史跡
- 麻生城
- 日近城
- 柳田城
- 福塚古墓

## 施設
- 岡崎市役所形埜出張所
- 岡崎市立形埜小学校
- 岡崎市立形埜保育園
- 名ノ内集会所
- 柳田公民館
- 麻生公民館
- 形埜学区市民ホーム
- 岡崎市基幹集落センター
- JAあいち三河形埜支店
- 形埜郵便局
- 岡崎警察署桜形駐在所
- 額田北部診療所
- 岡崎市額田消防団第9部車庫警備室
- 阿弥陀寺
- 広祥院
- 専念寺
- かおれ渓谷
- 日近の里
- 高齢者古木共同作業場

## ギャラリー
- 桜形細野霊水
- 岡崎市基幹集落センター
- 額田北部診療所
- 桜形町字小畑の急傾斜地崩壊危険区域

## 交通
道路
- 国道473号
- 愛知県道35号岡崎設楽線（作手街道）

バス
- 名鉄バス
  - 桜形線
    - 桜形 - 桜形下 - 桜形細野霊水 - 麻生 - （鍛埜町）

乗合タクシー
- 岡崎市乗合タクシー
  - 形埜地区線（乙川バス）

## その他

### 日本郵便
- 郵便番号 : 444-3435[4]（集配局：額田郵便局[11]）。

## 参考資料
- 「角川日本地名大辞典」編纂委員会 編『角川日本地名大辞典 23 愛知県』角川書店、1989年3月8日。ISBN 4-04-001230-5。
- 有限会社平凡社地方資料センター 編『日本歴史地名体系第23巻 愛知県の地名』平凡社、1981年。ISBN 4-582-49023-9。
- 『額田町史』　額田町史編集委員会、1986年11月1日